# Лидија (ТВ филм)
„Лидија” је југословенски и хрватски ТВ филм из 1981. године. Режирала га је Љиљана Јојић а сценарио су написали Зора Дирнбах и Милан Шећеровић.

## Улоге
| Глумац                | Улога |
| --------------------- | ----- |
| Здравка Крстуловић    |       |
| Хелена Буљан          |       |
| Крунослав Шарић       |       |
| Петар Банићевић       |       |
| Миљенка Андрић Влајки |       |
| Доријан Бауман        |       |
| Стјепан Блас          |       |
| Павле Богдановић      |       |
| Бранко Боначи         |       |
| Мира Босанац          |       |
| Петар Бунтић          |       |
| Антун Цајко           |       |
| Младен Дервенкар      |       |
| Душан Џакула          |       |
| Људевит Галић         |       |
| Марија Гемл           |       |
| Елиза Гернер          |       |
| Маријан Хабазин       |       |

Остале улоге  ▼
| Глумац              | Улога               |
| ------------------- | ------------------- |
| Игор Хајдархоџић    |                     |
| Вида Јерман         |                     |
| Љубо Капор          | (као Љубомир Капор) |
| Владимир Ковачић    | (као Владо Ковачић) |
| Иво Криштоф         |                     |
| Љубо Ловрић         |                     |
| Здравко Маршанић    |                     |
| Звјездана Мешњак    |                     |
| Драго Мештровић     |                     |
| Миа Оремовић        |                     |
| Дамир Шабан         |                     |
| Жарко Савић         |                     |
| Фабијан Шоваговић   |                     |
| Бранко Шпољар       |                     |
| Звонко Стрмац       |                     |
| Вјера Загар Нардели |                     |
| Доминик Зен         |                     |